# Joakim Eriksson
Joakim Eriksson (* 22. Juni 1976 in Södertälje) ist ein ehemaliger schwedischer Eishockeyspieler und derzeitiger -manager, der seit 2015 als Sportdirektor bei Djurgårdens IF unter Vertrag steht. Eriksson war während seiner aktiven Karriere über viele Jahre in der Svenska Hockeyligan (ehemals Elitserien) für den Södertälje SK, Djurgårdens IF und in der SM-liiga für die Espoo Blues und den Helsingfors IFK aktiv.

## Karriere
Eriksson begann seine Karriere 1993 beim Södertälje SK, wo er zunächst in der Jugendmannschaft eingesetzt wurde. 1996 erfolgte die Berufung in den Profikader des Vereins und der Center spielte bis 1999 für die Schweden in der Elitserien sowie der zweitklassigen HockeyAllsvenskan. Nachdem er Zweitliga-Meister geworden war, jedoch den Aufstieg nicht erreichte, wechselte der Linksschütze zu Djurgårdens IF, mit denen er seine bis dato größten Erfolge mit zwei Schwedischen Meisterschaften erzielen konnte.
Nach diesen erfolgreichen Jahren kehrte Eriksson zu seinem Heimatverein nach Södertälje zurück und absolvierte dort zwei Spielzeiten. Auf Grund guter Leistungen im Verein und einem überraschenden vierten Platz in der Liga, verpflichteten die Espoo Blues aus der finnischen SM-liiga den Mittelstürmer. Dort blieb er jedoch nur eine Saison und wechselte zur Spielzeit 2006/07 wieder zurück nach Schweden zu Linköpings HC, für die er vier Spielzeiten absolvierte. Mit Linköping, deren Mannschaftskapitän Eriksson ist, wurde er in den Jahren 2007 und 2008 jeweils schwedischer Vizemeister. Im April 2010 unterzeichnete er einen Kontrakt über drei Jahre mit einer Option für ein weiteres Jahr bei seinem Heimatverein Södertälje SK. Die Saison 2011/12 begann Eriksson bei seinem Ex-Verein Linköpings HC, mit dem er in der Saisonvorbereitung zudem an der European Trophy teilnahm, ehe er Ende September 2011 zu seinem Ex-Verein Espoo Blues nach Finnland wechselte.
2013 kehrte er zur Djurgårdens IF zurück, mit der er 2014 den Aufstieg in die Svenska Hockeyligan schaffte. Nach der Saison 2014/15 beendete er seine Karriere und ist seit der Spielzeit 2015/16 als Sportdirektor bei Djurgårdens tätig.

## Erfolge und Auszeichnungen
| - 1999 Meister der HockeyAllsvenskan mit dem Södertälje SK - 1999 Topscorer der HockeyAllsvenskan - 1999 Bester Torschütze der HockeyAllsvenskan - 2000 Schwedischer Meister mit Djurgårdens IF | - 2001 Schwedischer Meister mit Djurgårdens IF - 2004 Bester Vorlagengeber der Elitserien - 2007 Schwedischer Vizemeister mit Linköpings HC - 2008 Schwedischer Vizemeister mit Linköpings HC - 2014 Aufstieg in die Svenska Hockeyligan mit Djurgårdens IF |